# Danger – Love at Work
Danger – Love at Work is een Amerikaanse filmkomedie uit 1937 onder regie van Otto Preminger.

## Verhaal
De jonge advocaat Henry MacMorrow moet handtekeningen verzamelen van de excentrieke familie Pemberton om een landgoed in hun bezit te kunnen verkopen. Zo maakt hij kennis met Toni Pemberton en haar broer. Hun ontmoeting loopt stroef, maar later gaat Toni Henry toch leuk vinden.

## Rolverdeling
| Acteur                | Personage         |
| --------------------- | ----------------- |
| Ann Sothern           | Toni Pemberton    |
| Jack Haley            | Henry MacMorrow   |
| Mary Boland           | Alice Pemberton   |
| Edward Everett Horton | Howard Rogers     |
| John Carradine        | Herbert Pemberton |
| Walter Catlett        | Oom Alan          |
| Benny Bartlett        | Junior Pemberton  |
| Maurice Cass          | Oom Goliath       |
| Alan Dinehart         | Allan Duncan      |
| Etienne Girardot      | Albert Pemberton  |
| E.E. Clive            | Wilbur            |
| Margaret McWade       | Tante Patty       |
| Margaret Seddon       | Tante Pitty       |
| Elisha Cook jr.       | Apotheker         |
| Hilda Vaughn          | Meid              |